# 6tien
6tien (Engels: 6teen) is van origine een Canadese televisieserie. In Nederland werd het in het Nederlands uitgezonden door de TROS. In Vlaanderen werd het sinds 4 april 2006 in het Engels uitgezonden op NT van Ketnet en vervolgens in het Nederlands van 4 september 2006 tot en met 7 januari 2017 op Ketnet.
De serie gaat over zes bevriende tieners. Het barretje in het winkelcentrum is hun vaste hangplek. Hier komen de leden van de gang bij van hun bizarre belevenissen zoals het vakantiebaantje, het bekende ruzietje met ouders of andere gezagsdragers of een jaloersmakende date.

## Rolverdeling
| Personage      | Stem               |
| -------------- | ------------------ |
| Caithlin Cooke | Anne-Marie Jung    |
| Jen Masterson  | Peggy Vrijens      |
| Jonesy Garcia  | Ajolt Elsakkers    |
| Jude Lizowski  | Pim Veth           |
| Nikki Wong     | Nicoline van Doorn |
| Wyatt Williams | Miguel Heilbron    |